# Сейнт Лорънс (остров)
Вижте пояснителната страница за други значения на Сейнт Лорънс.
Сейнт Лорънс (на английски: St. Lawrence Island; на ескимоски: Сивуӄаӄ) е най-големият остров в Берингово море. Административно е част от щата Аляска, САЩ, но е разположен по-близо до Русия. Площта му е 4640,1 km², което го прави 6-и по големина в САЩ и 113-и в света. Дължината му е 140 km, а ширината 35 km. Бреговете му са предимно ниски, пясъчни, на места заблатени. Релефът му е равнинен, с изолирани вулканични възвишения с височина до 673 m. Населението му е 1352 жители (2010 г.) Най-голямото населено място на острова е село Гамбъл с население от 701 жители, а село Савунга е с 671 жители. Повечето от жителите на острова са ескимоси.
Изследване на Световната здравна организация сочи, че почти 100% от арктическите лисици обитаващи изолирания остров са заразени с Echinococcus multilocularis.

## Флора и фауна
На острова не виреят дървета и е зает от тундрова растителност. Среща се Salix arctica, което може да нарасне до височина 30 сантиметра. Голямото разнообразие на морски птици и бозайници се дължи основно на влиянието на Анадирското течение – океанско течение, носещо със себе си студена и богата на хранителни вещества вода от дълбините на Берингово море.

## Климат
|                 | Януари | Април  | Юли   | Октомври |
| --------------- | ------ | ------ | ----- | -------- |
| Дневен максимум | -11 °C | -7 °C  | 10 °C | 1 °C     |
| Дневен минимум  | -16 °C | -12 °C | 5 °C  | -2 °C    |

## История
Сейнт Лорънс е заселен за пръв път преди около 2000 – 2500 години от морско племе. Декоративният му стил се характеризира със зооморфни и сложни форми. С течение на времето каменните им артефакти започват да се променят от каменни към плочи. Древните поселения на острова не са постоянни и имат своите периоди на изоставяне и повторно заселване, в зависимост от наличността на ресурсите и метеорологичните промени. Гладът е бил широко разпространен. Пътуванията от и към континента са били чести при спокойно време, а островът често се е използвал по-скоро като ловна база, вместо като постоянно местообитание.
Островът е открит и първично картиран от Витус Беринг на деня на Свети Лаврентий, 10 август 1728 г., и той го кръщава именно на деня на посещението му. Това е първата част от днешна Аляска, която е посетена от европейците.
Към средата на 19 век на острова живеят около 4000 ескимоси, живеещи в няколко села. Те се издържат чрез лов на моржове, китове и риба. Масов глад в периода 1878 – 1880 г. кара много хора да напуснат острова, а около 1000 души умират от глад. През 1880 г. е установено, че от 700 живущи на острова, 500 са умрели от глад. По това време вината е хвърлена върху търговци, тъй като са зареждали местното население с алкохолни напитки, които са подтикнали хората да пренебрегнат запасяването си с храна. Почти всички оцелели жители са сибирски ескимоси – юити.
През 1900 г. са интродуцирани северни елени като опит да се укрепи икономиката. Стадото северни елени нараства до 10 000 животни към 1917 г., но след това спада. Те все още се отглеждат за месо. През Втората световна война някои от ескимосите се записват да служат в териториалната гвардия на Аляска.
На 22 юни 1955 г., в хода на Студената война, американски самолет Lockheed P-2 Neptune е нападнат от 2 съветски изтребителя близо до Линията на смяна на датата над международните води на Беринговия проток между Камчатка и Аляска. Американския самолет се разбива в северозападната част на Сейнт Лорънс, близо го Гамбъл. Селяните успяват да спасят екипажа. След инцидента съветските власти обявяват, че американският самолет е навлязъл в съветска територия, но и че съжаляват за случилото се, допускайки възможна грешка от която и да е от двете страни и предлагайки да изплати на САЩ 50% от щетите. В другия, североизточен край на острова, се намира американска военновъздушна станция, включваща контрол на въздухоплавателните средства, радар и подслушвателни съоръжения, която работи от 1952 до 1972 г. След затварянето на станцията, голяма част от местните жители започват да изпитват здравословни проблеми, вероятно поради излагане на полихлорирани дифенили. През 2003 г. по-голямата част от станцията е премахната в хода на програма по изчистване, струваща над 10 милиона щатски долара.

## Икономика
Основният поминък на местното население са еленовъдството, риболовът, китоловът и изготвянето на сувенири от моржови кости.